# Mark W. Yusko
 (novembre 2023).
La mise en forme du texte ne suit pas les recommandations de Wikipédia : il faut le « wikifier ».
Les points d'amélioration suivants sont les cas les plus fréquents. Le détail des points à revoir est peut-être précisé sur la page de discussion.
- Les titres sont pré-formatés par le logiciel. Ils ne sont ni en capitales, ni en gras.
- Le texte ne doit pas être écrit en capitales (les noms de famille non plus), ni en gras, ni en italique, ni en « petit »…
- Le gras n'est utilisé que pour surligner le titre de l'article dans l'introduction, une seule fois.
- L'italique est rarement utilisé : mots en langue étrangère, titres d'œuvres, noms de bateaux, etc.
- Les citations ne sont pas en italique mais en corps de texte normal. Elles sont entourées par des guillemets français : « et ».
- Les listes à puces sont à éviter, des paragraphes rédigés étant largement préférés. Les tableaux sont à réserver à la présentation de données structurées (résultats, etc.).
- Les appels de note de bas de page (petits chiffres en exposant, introduits par l'outil «  Source ») sont à placer entre la fin de phrase et le point final[comme ça].
- Les liens internes (vers d'autres articles de Wikipédia) sont à choisir avec parcimonie. Créez des liens vers des articles approfondissant le sujet. Les termes génériques sans rapport avec le sujet sont à éviter, ainsi que les répétitions de liens vers un même terme.
- Les liens externes sont à placer uniquement dans une section « Liens externes », à la fin de l'article. Ces liens sont à choisir avec parcimonie suivant les règles définies. Si un lien sert de source à l'article, son insertion dans le texte est à faire par les notes de bas de page.
- La présentation des références doit suivre les conventions bibliographiques. Il est recommandé d'utiliser les modèles {{Ouvrage}}, {{Chapitre}}, {{Article}}, {{Lien web}} et/ou {{Bibliographie}}. Le mode d'édition visuel peut mettre en forme automatiquement les références.
- Insérer une infobox (cadre d'informations à droite) n'est pas obligatoire pour parachever la mise en page.

Pour une aide détaillée, merci de consulter Aide:Wikification.
Si vous pensez que ces points ont été résolus, vous pouvez retirer ce bandeau et améliorer la mise en forme d'un autre article.
Mark W. Yusko est un investisseur et gestionnaire de fonds spéculatifs américain. Il est le fondateur, directeur des investissements et directeur général de Morgan Creek Capital Management, une société de gestion de placements qui conseille les fonds de pension, les fonds de dotation et les particuliers fortunés.
Mark Yusko est un promoteur de l'investissement dans le Bitcoin et les cryptomonnaies en général.

## Carrière en investissement
De 1993 à 1998, il est le directeur principal des investissements au bureau d'investissement de l'Université de Notre Dame. Yusko quitte l'université en 1998 pour diriger le bureau des dotations de l'Université de Caroline du Nord à Chapel Hill. De 1998 à 2004, Yusko est le fondateur et directeur général d'UNC Management Company. Il quitte l'UNC pour fonder Morgan Creek Capital Management en 2004.
En 2004, Morgan Creek Capital Management, LLC s'associe à Salient Partners LP pour créer The Endowment Fund. Après avoir atteint environ 3,5 milliards de dollars d'actifs, Yusko occupe le poste de directeur des investissements du Fonds jusqu'en janvier 2013, date à laquelle Yusko est démis de ses fonctions pour mauvaise performance du fonds. Les rachats importants effectués par les investisseurs incitent le Fonds de dotation à annoncer en octobre 2012 que les retraits des investisseurs seraient limités. En 2014, le Fonds de dotation annonce que les investisseurs pouvaient se retirer du fonds, mais avec des réductions importantes,.
Mark Yusko est souvent invité à la télévision pour commenter le secteur des investissements alternatifs. Il est apparu sur CNBC, Bloomberg TV, Fox Business et d'autres chaines de télé majeurs ainsi que dans des journaux tels que le New York Times et le Wall Street Journal,,,. Il est un partisan du modèle d'investissement Endowment, qui privilégie les stratégies diversifiées par classe d'actifs et au sein de chaque classe d'actifs sur les marchés publics et privés.

## Promotion des cryptomonnaies
Mark Yusko déclare en 2019 qu'il faut saisir toutes les chances d'acheter du Bitcoin. Il déclare en 2022 que tout investisseur devait avoir des cryptomonnaies dans son portefeuille.

## Patrimoine et philanthropie
Il crée la Fondation Morgan Creek en 2005. Elle reçoit chaque année une partie des bénéfices de Morgan Creek Capital Management. La Fondation accorde des subventions à des organisations à but non lucratif axées sur l'éducation. En 2011, la Fondation reçoit le prix « Organisation à but non lucratif de l'année » de la Chambre de commerce de Chapel Hill-Carrboro.
En 2009, Yusko et son épouse, Stacey, fondent le programme de bourses Hesburgh-Yusko avec un don de 35 millions de dollars à l'Université Notre Dame. Il s'agit d'un programme de bourses d'études et de développement du leadership de quatre ans basé sur le mérite. Le don des Yusko est le troisième plus grand don de l'histoire de l'Université et est suffisamment important pour les placer sur la liste Slate 60 des plus grandes contributions caritatives américaines de 2009. Le programme décerne 25 bourses d'études au printemps 2010 et 26 bourses au printemps 2011,.
Yusko siège aux conseils d'administration de plusieurs organisations à but non lucratif basées en Caroline du Nord, notamment Carolina Meadows, une communauté de retraités à but non lucratif située à Chapel Hill ; MCNC, une organisation de technologie et de développement économique située dans le Research Triangle Park ; et la Weaver Foundation, à Greensboro.

## Lectures complémentaires
- Burton, Katherine (2010). "Mark Yusko : Ce qu'il faut pour être le meilleur" dans Hedge Hunters : Hedge Fund Masters sur les récompenses, le risque et le jugement . (ISBN 1-57660-245-1)
- Kochard, Lawrence et Cathleen Ritterieser (2008). « Investir sans émotion, agir avec conviction » dans l'investissement dans les fondations et les fonds de dotation . (ISBN 0-470-12233-1)